# ليز كلافنيس
ليز كلافنيس (بالنرويجية البوكمول: Lise Klaveness)‏ هي مسؤولة رياضية ومحامية ولاعبة كرة قدم ومعلقة رياضية نرويجية، ولدت في 19 أبريل 1981 في Meland ‏ في النرويج. شاركت مع منتخب النرويج لكرة القدم للسيدات. أما مع النوادي، فقد لعبت مع Stabæk Fotball Kvinner ‏.

## وصلات خارجية
- ليز كلافنيس على موقع الاتحاد الدولي (مؤرشف)  (الإنجليزية)
- ليز كلافنيس على موقع اتحاد النرويج (النرويجية)
- ليز كلافنيس على موقع قاعدة بيانات كرة القدم.إي يو (الإنجليزية)
- ليز كلافنيس على موقع عالم كرة القدم.نت (الإنجليزية)
- ليز كلافنيس على موقع IMDb (الإنجليزية)